# Proedromys liangshanensis
Proedromys liangshanensis  — это вид грызунов из подсемейства полевок (Arvicolinae) семейства Cricetidae. Это один из двух видов рода Proedromys, который до момента описания этого вида в 2007 году, считался монотипическим. Латинское название вида восходит к региону Ляншань, где этот вид был обнаружен.

## Описание
Длина тела от 102 до 131 мм, длина хвоста от 61 до 82 мм, длина стопы от 20 до 24 мм и ушной раковины от 13 до 19 мм. Корни волос на спине  черно-серые, а их вершины  - желто-коричневые, что дает темно-желто-коричневый цвет шерсти. Волосы на брюшке сходны, но их кончики более светлые, поэтому шерсть на нижней стороне светлее. Переход между более темной спиной и более светлым низом постепенный. Внешняя часть ушных выступает из шерсти. Хвост чётко двухцветный, с черно-коричневой дорсальной стороной и светло-серой нижней стороной. На задних лапах в основном белые волоски с более длинной шерстью возле когтей. Большинство вибрисс  белого цвета, а некоторые — серо-коричневого цвета. Две пары сосков самки находятся на груди и две пары — в паху.
Proedromys liangshanensis от Proedromys bedfordi отличается по нескольким параметрам. Отличительными характеристиками этого вида являются относительно длинный хвост, широкие верхние резцы без продольных бороздок, сравнительно короткие нижние резцы и особенности коренных зубов. Glans penis нового вида также отличается, проксимальная и дистальная палочки костные, тогда как боковые палочки лишь слегка окостенели. Проксимальная палочка имеет форму колбы, дистальная палочка имеет форму колпачка, а латеральная палочка имеет форму палочки.

## Распространение и среда обитания
Этот вид встречается в Китае, в двух заповедниках на юге провинции Сычуань, в Мабяньском филиале заповедника Дафендин and Мэйгуском филиале этого же заповедника. Все образцы (n = 18) были собраны между 2560—3100 м над уровнем моря. Этот вид был собран в лесу где доминируют ель и пихта, с подлеском из бамбука и влажного елового леса с обильным бамбуком и мхом.

## Статус, угрозы и охрана
На территории распространения вида находятся две природоохранные зоны. В МСОП отсутствуют данные о размере популяции этого вида, и он перечисляет Proedromys liangshanensis к видам с дефицитом данных о них (DD). Большая панда также обитает на охраняемых территориях региона..